# گرمک (مانه و سملقان)
گرمک روستایی در دهستان حومه بخش مرکزی شهرستان مانه و سملقان استان خراسان شمالی ایران است.
این روستای کوهستانی در فاصله 20 کیلومتری شهر آشخانه و بعد از روستای چخماقلو دارالشهدا قرار گرفته است

## جمعیت
بر پایه سرشماری عمومی نفوس و مسکن در سال ۱۳۹۵ جمعیت این مکان ۳۸۹ نفر (۱۰۹خانوار) بوده‌است.